# Spirura talpae
Espèce
Synonymes
- Ascaris strumosa Froelich, 1791[1]
- Ascaris talpae Gmelin, 1790[1]

Spirura talpae est une espèce de vers parasites nématodes de la famille des Spiruridae, une famille morphologiquement et écologiquement proche des Ascarididae. Cette espèce a pour hôte principal quelques espèces de taupes, notamment la Taupe d'Europe et pour hôte secondaire, la Cétoine dorée.

## Impact parasitaire
Spirura talpae se retrouve dans l'estomac et l'intestin grêle de la Taupe d'Europe, de la Taupe romaine et de la Taupe du Caucase où elle est quasiment systématiquement présente au stade adulte. Cette espèce a une aire de répartition européenne où elle côtoie une congénère à l'écologie identique : Spirura moldavica Andreiko,. Son hôte secondaire est la larve de Cétoine dorée.
Lors d'une étude portant sur la faune helminthe infectant les Taupes d'Europe du massif pyrénéen, Spirura talpae s'est avéré être l'espèce la plus répandue (45 %) et présentant l'intensité d'infection la plus élevée.

## Cycle de vie

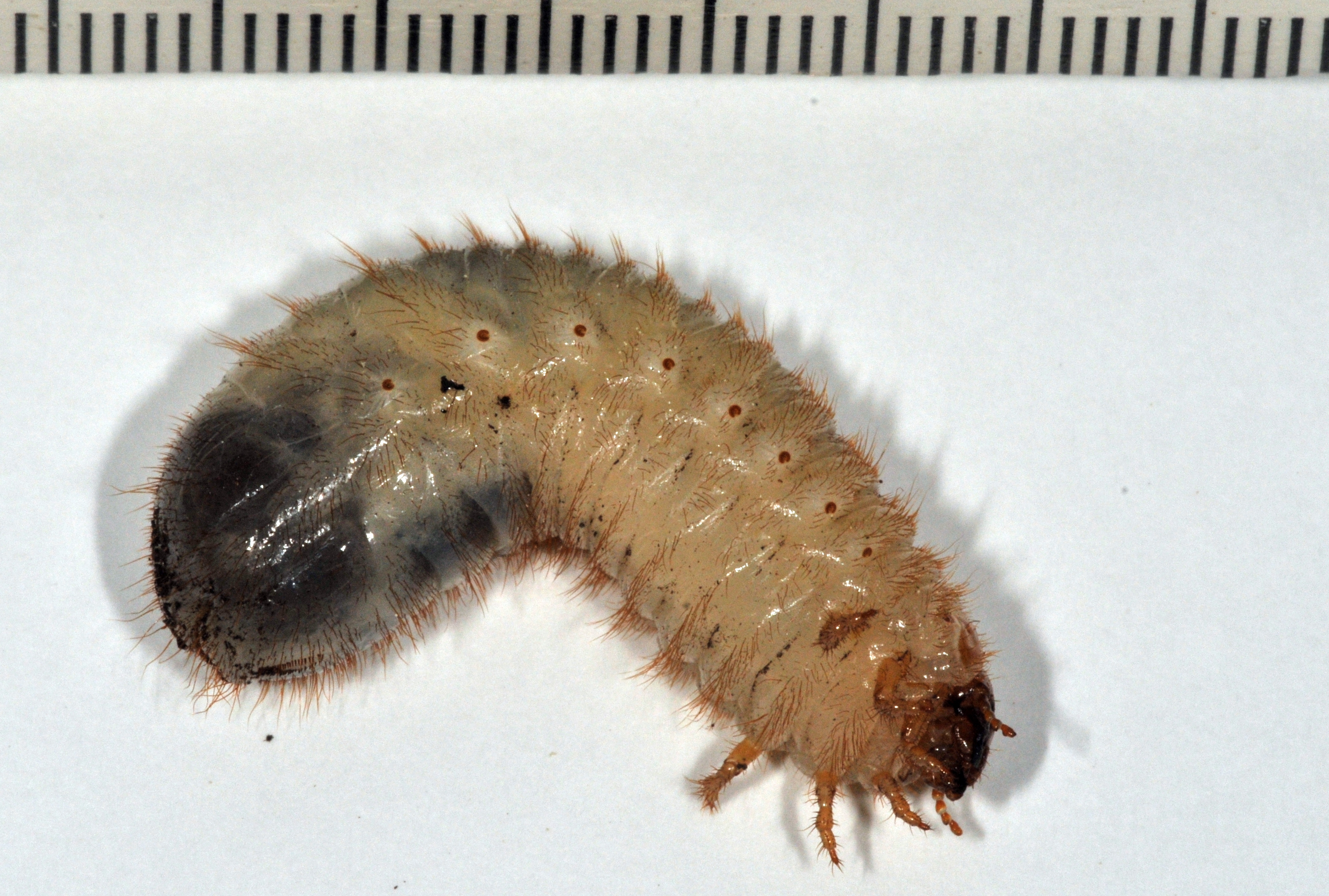
Larve de Cétoine dorée.

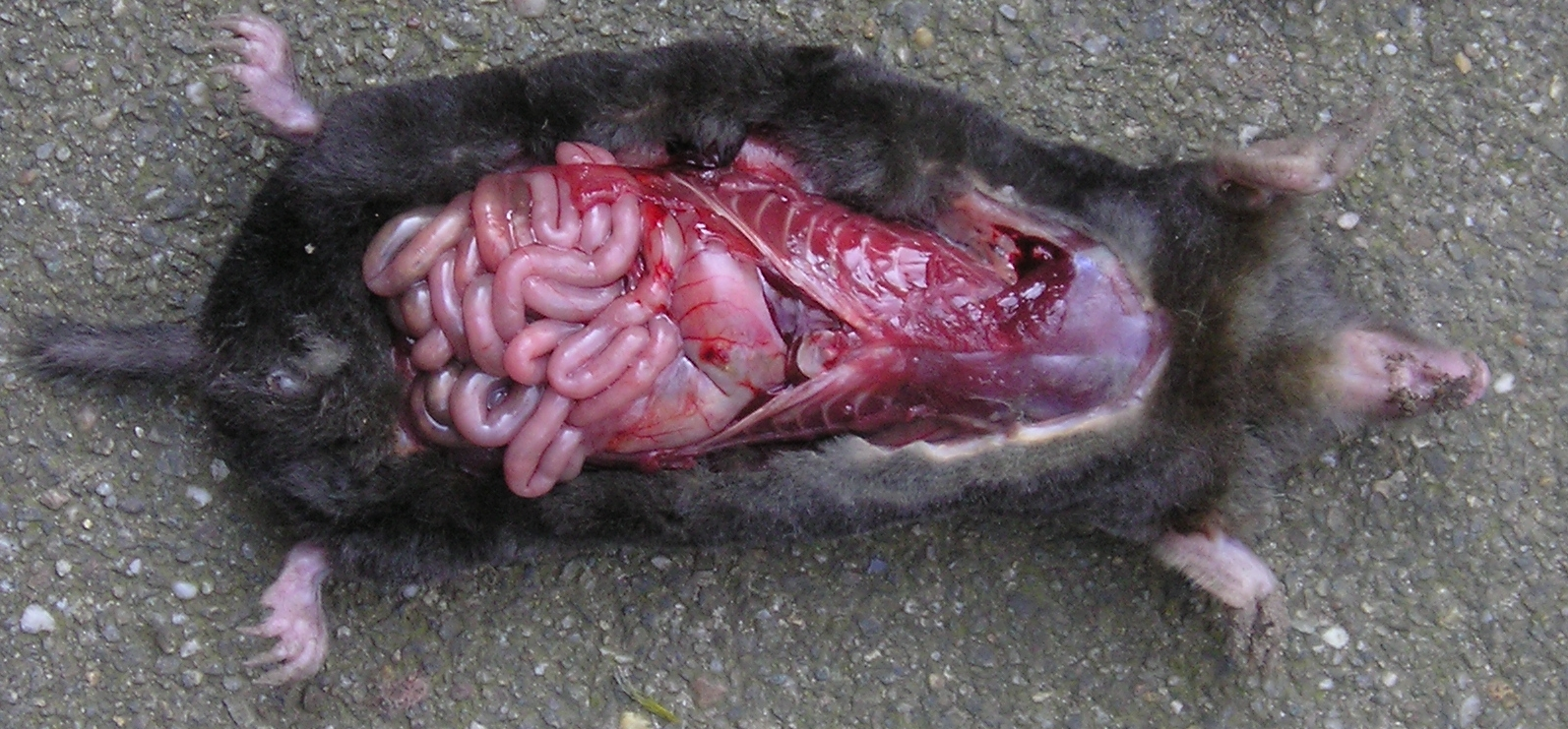
Estomac et intestins de la Taupe d'Europe.

La larve de Cétoine dorée ingère les œufs de Spirura talpae déposés au milieu des excréments de la taupe. L'œuf éclot à l'intérieur du tube digestif de l'insecte et en sort une larve de premier stade de 130 μm pourvue d'un aiguillon qui perce l'estomac pour gagner la cavité générale remplie d'hémolymphe. Cette première étape dure une quinzaine de jours. À la seconde, la larve s'encapsule dans une sorte de galle que l'épithélium des trachées de l'insecte produit, des sortes de grosses sphérules anhistes formées par les réactions de l'hôte et dont elle se nourrit. Ainsi emprisonnées et enroulées en spirales dans leur capsule, seule ou jusqu'à sept larves poursuivent leur évolution. Entre 10 et plus de 100 individus peuvent se trouver dans une seule larve de Cétoine. Elles font 1,5 mm de long et 60 μm de large portent un anneau et sont ornées de pores excréteurs. Une vingtaine de jours plus tard, la larve atteint son troisième stade. Elle mesure alors de 3,4 à 4,1 mm de long. À partir de ce moment, elle est en attente que la larve ou la nymphe du coléoptère soit consommée par son hôte principal, la taupe. Elle continue néanmoins de croître lentement et à 8 mois, le larve atteint 5 mm de long pour au maximum de 90 μm de large sans avoir acquis la bosse cervicale caractéristique du genre,.
Si la larve encapsulée est ingérée par un autre hôte que le sien comme un crapaud ou un autre mammifère carnivore, elle est libérée par les sucs digestifs mais n'évolue pas et va se réencapsuler dans la paroi du tube digestif ou dans le mésentère. Ainsi, de nombreuses espèces de larves encapsulées sont visibles dans un même estomac de mammifère sans que celle-ci ne soient actives. Si au contraire, la larve est ingérée par son hôte définitif, la taupe, elle est libérée de sa capsule par les sucs digestifs, poursuit son évolution et prend sa forme adulte. La larve adulte possède une cavité buccale armée de dents qui lui permettent d'attaquer les muqueuses de l'estomac de son hôte et ses organes génitaux sont complètement développés. Elle y rencontre son partenaire et y pond ses œufs qui sont éliminés du mammifère avec ses excréments. Et son cycle peut recommencer.